# Buddy Baer
Jacob Henry «Buddy» Baer (Denver, 11 de junio de 1915-Martinez, California, 18 de julio de 1986) fue un actor y boxeador profesional estadounidense.

## Biografía
Nació en Denver, Colorado. Provenía de una familia mixta. Su padre Jacob Baer era un judío no practicante y su madre Dora Bales era protestante de ascendencia irlandesa-escocesa. Era el hermano menor del campeón mundial de boxeo profesional de peso pesado Max Baer (1909-1959).

### Boxeador
Comenzó su carrera como boxeador profesional en 1934, año en que su hermano se convirtió en campeón mundial. Era más grande y poderoso que su hermano, pero carecía de velocidad.
A finales de 1937, había peleado 46 peleas, perdiendo sólo tres de ellas. En 1938 fue derrotado por Gunnar Bärlund. Ganó cinco peleas por nocaut en 1939, y una fue sin decisión (contra Lee Savold en la que la prensa pensó que Baer era superior). En 1940 ganó tres peleas, siempre por nocaut o nocaut técnico. En 1941, perdió por primera vez ante Eddie Blunt y luego derrotó a Tony Galento por nocaut técnico en el séptimo asalto.
El 23 de mayo de ese año en Washington, se enfrentó al campeón defensor Joe Louis en una pelea por el campeonato mundial de peso pesado. En el primer asalto, sacó al campeón del ring con un puñetazo, pero Louis logró regresar antes de la cuenta. En el sexto asalto, Louis derribó a Baer dos veces y, después del final del gong del asalto, lo golpeó en la nuca para una tercera caída. El segundo de Baer protestó después del gong del séptimo asalto, exigiendo una falta a Louis, pero el árbitro descalificó a Baer por no aceptar la pelea.
Estos boxeadores pelearon una revancha el 9 de enero de 1942 en el Madison Square Garden de Nueva York. Louis noqueó a Baer en el primer asalto, después de haberlo derribado dos veces anteriormente. Después de esta pelea, Buddy Baer puso fin a su carrera en el boxeo.

### Después del boxeo
Baer se retiró del boxeo después de la segunda pelea de Louis y se alistó en las Fuerzas Aéreas del Ejército de los Estados Unidos en la Base de la Fuerza Aérea McClellan en 1942, los primeros años de la participación de Estados Unidos en la Segunda Guerra Mundial.
Una vez terminada la guerra y completada su baja del ejército en septiembre de 1945, regresó a Sacramento y comenzó su negocio más exitoso, Buddy Baer's Bar of Music en 1411 11th Street, que abrió con Fred Cullincini. Incursionó con menos éxito en una variedad de otros negocios, incluyendo una tienda de alimentos naturales, una tienda de ropa, venta de equipos pesados y bienes raíces. Después de la muerte de su hermano Max en 1959 por una enfermedad cardíaca, se desempeñó como presidente nacional del Fondo del Corazón Max Baer de la Orden Fraternal de las Águilas. Más tarde trabajó como mariscal o sargento de armas para la legislatura del estado de California en la década de 1970. Durante varios años se mantuvo como cantante de clubes nocturnos, utilizando su voz de barítono bajo en lugares como el Leon and Eddie's de Nueva York y el Charles Club de Baltimore. Actuó en 1952 con Pearl Bailey en el Paramount Theatre de Nueva York.

### Su debut en el cine
Después de la guerra, apareció con éxito en películas, entre ellas: Abbott and Costello - African Adventure (1949) como Grappler McCoy, Quo vadis (1951) como Ursus, Hansel and the Beanstalk (1952) como un gigante y el western The Endless Sky (1952) como lechuga romana.

### Fallecimiento
Murió el 18 de julio de 1986 a la edad de 71 años en Martínez, California.

## Filmografía

### Películas
- Take It from Me (1937) - Kid Brody
- Africa Screams (1949) - Boots Wilson
- Quo Vadis (1951) - Ursus, Lygia's bodyguard
- Two Tickets to Broadway (1951) - Sailor on Bus
- Flame of Araby (1951) - Hakim Barbarossa
- Jack and the Beanstalk (1952) - Sgt. Riley / The Giant
- The Big Sky (1952) - Romaine
- Fair Wind to Java (1953) - King
- Dream Wife (1953) - Vizier
- The Marshal's Daughter (1953) - Buddy Baer - Poker Game Player
- Jubilee Trail (1954) - Nicolai Gregorovitch Karakozeff 'Handsome Brute'
- Slightly Scarlet (1956) - Lenhardt
- Hell Canyon Outlaws (1957) - Henchman Stan
- Giant from the Unknown (1958) - Vargas the Giant
- Once Upon a Horse... (1958) - Beulah's Brother
- Snow White and the Three Stooges (1961) - Hordred
- Ride Beyond Vengeance (1966) - Mr. Kratz

### Televisión
- Broadway Spotlight (1949)
- Adventures of Superman (1952)
- Sheena: Queen of the Jungle (1955)
- Tales of the Vikings (1959)

## En la televisión
En 1957, Baer apareció en un episodio de Gunsmoke de televisión, el episodio titulado "Never Pester Chester". En 1958, Baer apareció en un episodio de la serie de televisión Adventures of Superman, interpretando el papel de Atlas, un hombre fuerte de circo, que es engañado por sus compañeros artistas de circo para que les robe. Le dicen que Superman es un delincuente y que al hacerlo puede ayudar a corregir los errores del Hombre de Acero.
En 1958, Baer apareció en el episodio 33 de la temporada 1 de Wagon Train, "La historia de Daniel Hogan". Interpretó a un boxeador apodado “El hojalatero”.
Otros créditos televisivos de Baer incluyeron papeles como invitado en The Abbott and Costello Show, Adventures of Superman, Captain Midnight, Cheyenne, Circus Boy, Climax!, Have Gun – Will Travel, Peter Gunn, Rawhide, Sky King, Wagon Train, Tales of the Vikings, Toast of the Town y en la serie de aventuras Sheena, Queen of the Jungle. El papel más memorable de Baer fue, quizás, el de Stobo, en el episodio antes mencionado de Gunsmoke.